# Badepuppe

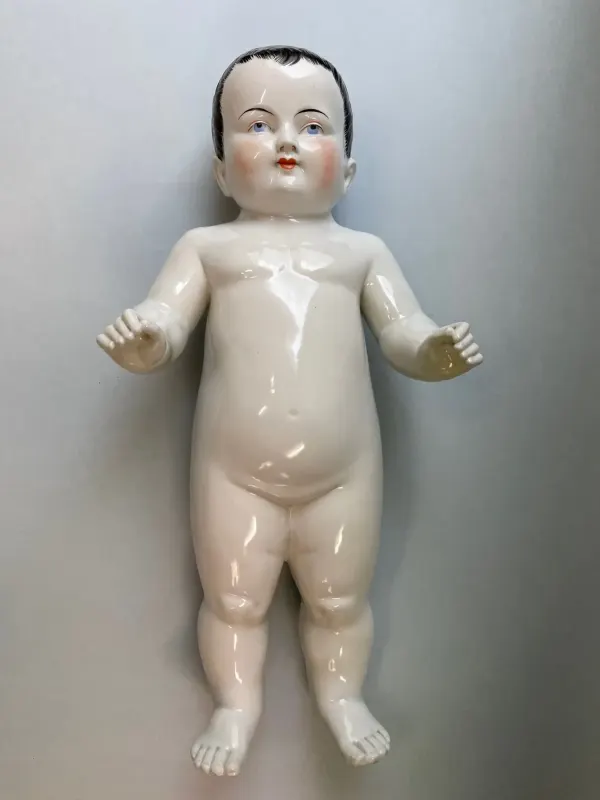
Nackte Badepuppe, ca. 20 × 41 cm;
im 1900, Potsdam Museum – Forum für Kunst und Geschichte

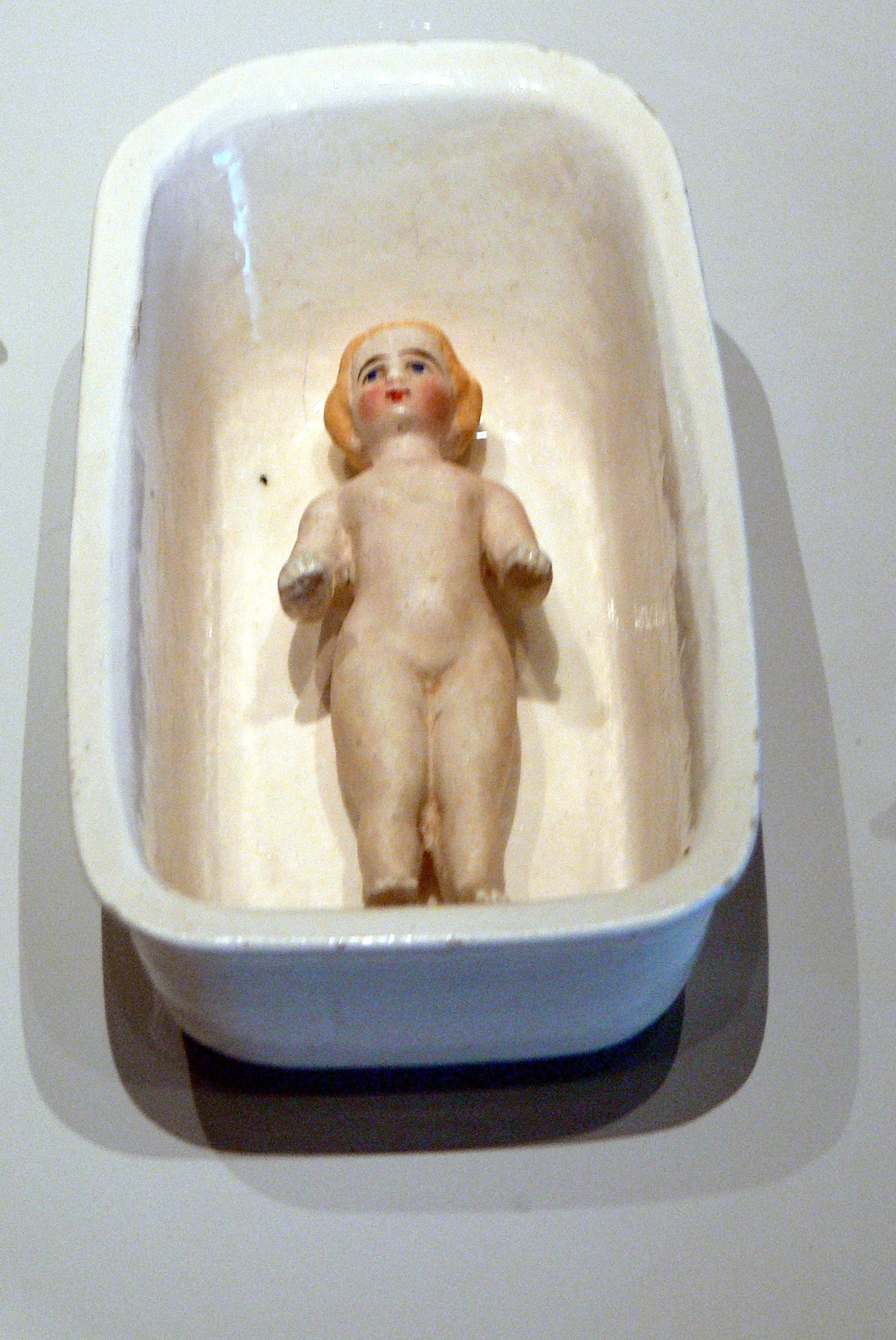
Massive Biskuitporzellan-Puppe in einer Puppen-Badewanne;
Museo della Bambola, Rocca di Angera, Italien

Badepuppen, auch Badekinder oder Nacktfrosch-Puppen genannt, waren spätestens seit Mitte des 19. Jahrhunderts in zahlreichen Porzellanfabriken in Deutschland hergestellte „Ganzkörper“-Puppen aus Porzellan. Die aus einem Stück mit starren Armen und Beinen geformten Spielobjekte wurden umgangssprachlich auch mit dem aus dem englischen adaptierten Begriff „Frozen“ bezeichnet, zum Beispiel „Gefrorener Charlie“ oder „Frozen Charlotte“.
Der hohle Körper des nackten Badekindes konnte im Wasser schwimmen und eignete sich „vorzüglich zum Gewaschen- und Gebadetwerden“, da sich die Porzellanmasse – anders als bei Puppen etwa aus Stoff, Leder oder anderen Materialien – nicht im Badewasser auflöste.
Den in verschiedenen Größen hergestellten, teils bis zu 40 cm großen Badepuppen wurden zumeist blonde oder schwarze Haare aufgemalt, während die Gesichter teils farbig verziert wurden.
Eine andere Art von Badepuppen ist beispielsweise von der Porzellanfabrik Limbach bekannt.  Diese kleineren, auch für eine Puppenstube geeigneten „Badepüppchen“ wurden aus nicht glasiertem, mitunter Biskuitporzellan gebrannt. Sie zeigen eine nur geringe Oberflächenbemalung, bei denen teils lediglich die Haare aufgemalt wurden, und haben angewinkelte Beine, mit denen sie in einer der Puppengröße angepassten Porzellan-Badewanne sitzen konnten.